# Кастелло-дель-Матезе
Кастелло-дель-Матезе (італ. Castello del Matese) — муніципалітет в Італії, у регіоні Кампанія,  провінція Казерта.
Кастелло-дель-Матезе розташоване на відстані близько 170 км на схід від Рима, 65 км на північ від Неаполя, 34 км на північ від Казерти.
Населення — 1510 осіб (2014).

## Демографія
Населення за роками:

Станом на 1 січня 2023 року в муніципалітеті офіційно проживало 12 іноземців з 6 країн, серед них 6 громадян країн Євросоюзу та 4 громадяни України.

## Сусідні муніципалітети
- Кампок'яро
- П'єдімонте-Матезе
- Сан-Грегоріо-Матезе
- Сан-Потіто-Саннітіко